# Čaj Č’-kang
Čaj Č’-kang (* 10. října 1966) (čínsky pchin-jinem Zhái Zhìgāng, znaky zjednodušené 翟志刚, tradiční 翟志剛) je čínský vojenský pilot a kosmonaut – 480. člověk ve vesmíru. Roku 2008 absolvoval třídenní kosmický let, v jehož průběhu jako první Číňan vystoupil do volného prostoru. V říjnu 2021 odstartoval v lodi Šen-čou 13 k půlročnímu pobytu na Vesmírné stanici Tchien-kung, kde byl členem její druhé dlouhodobé posádky.

## Život
Čaj Č’-kang pochází z malé vesnice v okrese Lung-ťiang v mandžuské provincii Chej-lung-ťiang v Čínské lidové republice. V letech 1985–1989 studoval vojenskou vysokou leteckou školu, získal titul bakaláře. Po studiu sloužil v vojenském letectvu.

## Kosmonaut
V říjnu 1995 se přihlásil do oddílu kosmonautů. Po úspěšném absolvování všech testů byl v lednu 1998 zařazen člen oddílu kosmonautů Čínské lidové osvobozenecké armády.
Byl náhradníkem při prvním čínském pilotovaném kosmickém letu – loď Šen-čou 5 v říjnu 2003. V druhém čínském letu – Šen-čou 6 v říjnu 2005 – byl velitelem záložní posádky.
Roku 2008 byl jmenován velitelem třetího čínského letu v lodi Šen-čou 7, dalšími členy posádky byli Liou Po-ming a Ťing Chaj-pcheng. Start proběhl 25. září 2008 v 13:10 UTC.
Nejdůležitějším cílem letu byl první výstup čínských kosmonautů do vesmírného prostoru. Výstup proběhl 27. září od 8:38 do 9:00 UTC. Z lodi vystoupil Čaj Č’-kang v čínském skafandru typu Fej-tchien (pinyin: Fejtian), pomáhal mu Liou Po-ming v ruském skafandru Orlan. Po skončení výstupu se od lodi oddělil mikrosatelit určený ke snímkování lodi (aktivní do 4. ledna 2009). Kosmonauti přistáli v návratovém modulu 28. září 2008 v 9:38 UTC. Orbitální modul zůstal na oběžné dráze s očekávanou životností půl roku.
V říjnu 2021 bylo den před plánovaným startem oznámeno jeho zařazení do hlavní posádky ledu Šen-čou 13, která bude na půl roku vyslána na Vesmírnou stanici Tchien-kung (TSS). Loď odstartovala 15. října 2021 v 16:23:56 UTC a o šest a půl hodiny se připojila ke stanici. Čaj se dvěma dalšími kosmonauty pokračoval v uvádění TSS do běžného provozu a přípravě na připojení dalších dvou modulů. Kvůli tomu uskutečnil dva výstupy do otevřeného prostoru. První z nich se odehrál 7. listopadu 2021. Trval 6 hodin a 25 minut, během nichž Čaj s kosmonautkou Wang Ja-pching mimo jiné nainstalovali dodatečné komponenty na robotickou ruku stanice a použili ji k nácviku manévrů, ověření jejích schopností a kompatibility s potřebami astronautů během výstupů do volného prostoru. Při druhém výstupu o délce 6 hodin a 11 minut ho 26. prosince 2021 doprovázel kosmonaut Jie Kuang-fu. Tentokrát nainstalovali na robotické rameno stanice plošinu pro připoutání nohou a vyzkoušeli různé metody pohybu objektů vně stanice, a to právě pomocí robotického ramene. Posádka se ve své lodi oddělila od stanice 15. dubna 2022 v 16:44 UTC a po pěti obletech a příslušných orbitálních manévrech přistála v čínské oblasti Vnitřní Mongolsko 16. dubna 2022 v 01.56:49 UTC. Dosud nejdelší let v historii čínské kosmonautiky tak trval 182 dní, 9 hodin a 33 minut.